# Mariage noir
Mariage Noir (Hellboy Animated: The Black Wedding) est le premier numéro de la série de bande dessinée Hellboy Aventures.

## Publication
- 2007 : Hellboy Animated: The Black Wedding (Dark Horse Comics)
- 2008 : Hellboy Aventures : Mariage noir (Delcourt)